# Metroid Prime: Federation Force
Metroid Prime: Federation Force est un jeu vidéo de tir à la première personne en coopération développé par Next Level Games et édité par Nintendo pour la Nintendo 3DS. Sorti en août 2016 en Amérique du Nord et au Japon, et en septembre 2016 en Europe et Australie. Il s'agit d'un jeu dérivé de la série Metroid Prime mettant en scène les membres de la Fédération Galactique. Le jeu propose également un mode multijoueur de sport intitulé Metroid Prime: Blast Ball, opposant deux équipes de trois joueurs.

## Accueil
Le jeu a reçu des critiques moyennes de la presse spécialisée.
- Destructoid : 5,5/10[3]
- Electronic Gaming Monthly : 3,5/10[4]
- Game Informer : 7/10[5]
- Game Revolution : 2,5/5[6]
- Gameblog : 5/10[7]
- GameSpot : 5/10[8]
- IGN : 5,9/10[9]
- Jeuxvideo.com : 13/20[10]
- Polygon : 5/10[11]